# Foligno
Foligno là một đô thị và cộng đồng (comune) ở tỉnh Perugia trong vùng Umbria nước Ý.
Đô thị Foligno có diện tích 263,7 ki lô mét vuông, dân số thời điểm năm 31 tháng 5 năm 2005 là 57.917 người.
Đô thị này có các đơn vị dân cư (frazioni) sau:
Các đô thị giáp ranh: 